# Enzo Ciconte
Vincenzo Ciconte, detto Enzo (Soriano Calabro, 15 maggio 1947), è un politico e saggista italiano, deputato della Repubblica Italiana per il PCI nella X legislatura.

## Biografia

### Attività accademica
Diplomato al Liceo classico Michele Morelli di Vibo Valentia e laureato con lode in Lettere all'Università di Torino, considerato da molti fra i massimi esperti in Italia delle dinamiche delle grandi associazioni mafiose, Ciconte è stato il primo a pubblicare un libro sulla storia della 'Ndrangheta edito da Laterza: prima di lui infatti era apparso solo il saggio di Sharo Gambino che affrontava il fenomeno mafioso dal punto di vista giornalistico. Ha realizzato numerosi studi relativi al meccanismo di penetrazione delle mafie al nord, ai rapporti tra criminalità mafiosa e locale e alle attività mafiose nei nuovi territori.
È stato docente a contratto del modulo "Storia della criminalità organizzata" all'Università di Roma Tre. Nell'anno accademico 2012-2013, Ciconte è stato docente di indagine e semeiotica del linguaggio presso il corso di laurea scienze dell'investigazione presso l'Università degli Studi dell'Aquila. Dal 2013 insegna "Storia delle Mafie Italiane" presso il Collegio di merito Santa Caterina dell'Università di Pavia.

### Attività politica
Alle elezioni politiche del 1987 si candida alla Camera dei deputati e viene eletto deputato della Repubblica Italiana nel collegio di Catanzaro tra le file del Partito Comunista Italiano con 29.954 preferenze. Nel corso della X legislatura, ha fatto parte della II commissione giustizia come membro e segretario.
Alle elezioni politiche in Italia del 1992 si candida nuovamente alla Camera dei deputati in Calabria tra le file del Partito Democratico della Sinistra ottenendo 8.194 preferenze e risultando il primo dei non eletti.
È stato inoltre consulente presso la Commissione parlamentare antimafia a tempo pieno dal 1997 al 2008 e a tempo parziale dal 2008 al 2010.

## Opere
- All'assalto delle terre e del latifondo. Comunisti e movimento contadino in Calabria, 1943-1949, Milano, Angeli, 1981.
- 'Ndrangheta dall'unità a oggi, Roma-Bari, Laterza, 1992. ISBN 88-420-4022-3.
- Cirillo, Ligato e Lima. Tre storie di mafia e politica, con Isaia Sales e Vincenzo Vasile, Roma-Bari, Laterza, 1994. ISBN 88-420-4434-2.
- Processo alla 'Ndrangheta, Roma-Bari, Laterza, 1996. ISBN 88-420-4956-5.
- Mafia, camorra e 'ndrangheta in Emilia-Romagna, Rimini, Panozzo, 1998. ISBN 88-86397-34-8.
- "Mi riconobbe per ben due volte". Storia dello stupro e di donne ribelli in Calabria (1814-1975), Alessandria, Edizioni dell'Orso, 2001. ISBN 88-7694-457-5.
- 30 anni di criminalità in Italia. 1971-2001, con Pierpaolo Romani, Roma, Edizioni Commercio, 2001.
- Le nuove schiavitù. Il traffico degli esseri umani nell'Italia del XXI secolo, con Pierpaolo Romani, Roma, Editori riuniti, 2002. ISBN 88-359-5264-6.
- 'Ndrangheta, Soveria Mannelli, Rubbettino, 2008. ISBN 978-88-498-1989-2; 2011. ISBN 978-88-498-3066-8.
- Storia criminale. La resistibile ascesa di mafia, 'ndrangheta e camorra dall'Ottocento ai giorni nostri, Soveria Mannelli, Rubbettino, 2008. ISBN 978-88-498-2031-7.
- Australian 'ndrangheta. I codici di affiliazione e la missione di Nicola Calipari. [Con documenti inediti, i rituali d'ingresso nell'organizzazione], con Vincenzo Macrì, con una testimonianza di Rosa Villecco Calipari, Soveria Mannelli, Rubbettino, 2009. ISBN 978-88-498-2428-5.
- Il ministro e le sue mogli. Francesco Crispi tra magistrati, domande della stampa, impunità, con Nicola Ciconte, Soveria Mannelli, Rubbettino, 2010. ISBN 978-88-498-2592-3.
- Osso, Mastrosso, Carcagnosso. Immagini, miti e misteri della 'ndrangheta, con Vincenzo Macrì e Francesco Forgione, Soveria Mannelli, Rubbettino, 2010. ISBN 978-88-498-2762-0.
- 'Ndrangheta padana, Soveria Mannelli, Rubbettino, 2010. ISBN 978-88-498-2840-5.
- La criminalità straniera in Toscana, Firenze, Regione Toscana, 2010.
- Banditi e briganti. Rivolta continua dal Cinquecento all'Ottocento, Soveria Mannelli, Rubbettino, 2011. ISBN 978-88-498-3103-0.
- Atlante delle mafie. Storia, economia, società, cultura, a cura di e con Francesco Forgione e Isaia Sales, 4 voll., Soveria Mannelli, Rubbettino, 2011-2016. ISBN 978-88-498-3424-6, ISBN 978-88-498-3850-3, ISBN 978-88-498-4295-1, ISBN 978-88-498-4932-5.
- Storia illustrata di Cosa nostra. La mafia siciliana dal mito dei Beati Paoli ai giorni nostri, con Francesco Forgione, Soveria Mannelli, Rubbettino, 2012. ISBN 978-88-498-3158-0.
- Politici (e) malandrini, Soveria Mannelli, Rubbettino, 2013. ISBN 978-88-498-3685-1.
- Le proiezioni mafiose al Nord, Soveria Mannelli, Rubbettino, 2013. ISBN 978-88-498-3993-7.
- Le costanti mafiose. Tre saggi su consenso e affari di 'ndrangheta e camorra, Cosenza, Pellegrini, 2014. ISBN 978-88-6822-165-2.
- Storia dello stupro e di donne ribelli, Soveria Mannelli, Rubbettino, 2014. ISBN 978-88-498-4036-0.
- Tra convenienza e sottomissione. Estorsioni in Calabria, Soveria Mannelli, Rubbettino, 2015. ISBN 978-88-498-4311-8.
- Riti criminali. I codici di affiliazione alla 'ndrangheta, Soveria Mannelli, Rubbettino, 2015. ISBN 978-88-498-4428-3.
- Borbonici, patrioti e criminali. L'altra storia del Risorgimento, Roma, Salerno, 2016. ISBN 978-88-6973-174-7.
- Le mafie del mio stivale. Storia delle organizzazioni criminali italiane e straniere nel nostro Paese, San Cesario di Lecce, Manni, 2017. ISBN 978-88-6266-767-8.
- La grande mattanza. Storia della guerra al brigantaggio, Roma-Bari, Laterza, 2019. ISBN 978-88-581-3185-5.
- Alle origini della nuova 'ndrangheta. Il 1980. Soveria Mannelli, Rubbettino, 2020, ISBN 978-88-498-6230-0 .
- L'assedio. Storia della criminalità a Roma da Porta Pia a Mafia Capitale, Caroci, Roma 2021
- Classi pericolose. Una storia sociale della povertà dall'eta moderna ai giorni nostri, Laterza 2022
- Legge Rognoni-La Torre tra storia e attualità (a cura di), Rubbettino 2022
- 1992. L'anno che cambiò l'Italia. Da mani pulite alle stragi di mafia, Interlinea 2022
- Carte, coltello picciolo e carosello. I grandi processi di fine Ottocento alla mala vita e le origini della criminalità organizzata in Puglia, Manni 2023
- Diego Tajani a Palermo (1868-1875). La magistratura tra mafia, politica e potere Rubbettino 2023